# Марк Манлий Капитолин (консул 434 пр.н.е.)
 За другия консул със същото име вижте Марк Манлий Капитолин.  
Марк Манлий Капитолин (на латински: Marcus Manlius Capitolinus) е политик на Римската република през 5 век пр.н.е. Произлиза от клон Капитолин на фамилията Манлии.
През 434 пр.н.е. е консулски военен трибун.